# MindManager
MindManager est un logiciel propriétaire de création de cartes heuristiques. Il est développé par Mindjet Corporation. Mindjet est spécialisé dans le Business Mapping. MindManager permet aux individus et aux équipes de gérer, organiser et planifier des projets, des informations ou des idées.
Les cartes heuristiques (maps) créées avec MindManager peuvent être exportées vers Microsoft Word, PowerPoint, Visio ou Project. MindManager peut également créer des pages web (HTML) ou des documents PDF. 
Les maps peuvent être enrichis de différents symboles et icônes.

## Mapstorming
La fonction brainstorming de Mindmanager permet d'animer une nouvelle forme de brainstorming, le mapstorming qui présente beaucoup de points de supériorité par rapport à  Metaplan et au brainstorming Post-it.